# Marcelo Pérez (baloncestista)
Marcelo Pérez (Talca, Maule, 25 de abril de 1999) es un basquetbolista chileno. Con 1,96 metros de estatura, juega en la posición de alero. Actualmente integra la plantilla del Puerto Varas Basket de la Liga Nacional de Básquetbol de Chile. Ha representado a su país a nivel internacional.

## Trayectoria
Hijo del basquetbolista Cristián Pérez, se formó entre Provincial Osorno, Osorno Básquetbol, Español de Talca y Las Ánimas. En ese último club empezó a competir a nivel superior.
En 2017, antes de partir a los Estados Unidos, disputó la Libcentro A con el Liceo Curicó.
En tierras norteamericanas jugó un año con los Victors de la Miami Christian School, consagrándose campeones estatales de Florida en 2018. Posteriormente fue becado por la Universidad Barry, por lo que jugaría los cuatro siguientes años con los Buccaneers en la División II de la NCAA. En 2022 se transfirió a la Universidad del Sur de Misisipi, donde disputó su última temporada en el baloncesto universitario estadounidense -esta vez en la División I de la NCAA- junto a sus compatriotas Felipe Haase y Nicolás Aguirre.
Su siguiente destino, ya convertido en jugador profesional, fue el Zárate Basket de la Liga Nacional de Básquet de Argentina, donde jugó entre agosto y diciembre de 2023.

## Selección nacional
Pérez fue parte del combinado juvenil chileno que disputó el Campeonato Sudamericano de Baloncesto Sub-17 de 2015, el Campeonato FIBA Américas Sub-18 de 2016 y el Campeonato Sudamericano de Baloncesto Sub-21 de 2018.
Con la selección absoluta, por su parte, ha participado de varios encuentros correspondientes a las rondas de clasificación a la FIBA AmeriCup y a la Copa Mundial de Baloncesto. También actuó en los Juegos Panamericanos de 2023.